# The Winter’s Tale (minialbum)
The Winter’s Tale – specjalny świąteczny minialbum południowokoreańskiej grupy BtoB, wydany 22 grudnia 2014 roku przez Cube Entertainment. Płytę promował utwór „The Winter’s Tale” (kor. 울면 안 돼). Sprzedał się w nakładzie 35 831 egzemplarzy w Korei Południowej (stan na marzec 2019).

## Lista utworów
| CD | CD                                                                    | CD                                            | CD                    | CD                             | CD      |
| Nr | Tytuł utworu                                                          | Tekst                                         | Kompozycja            | Aranżacja                      | Długość |
| -- | --------------------------------------------------------------------- | --------------------------------------------- | --------------------- | ------------------------------ | ------- |
| 1. | „Uleodo dwae” (kor. 울어도 돼, ang. You Can Cry)                      | Jerry L., Han Hee-jun, Minhyuk, Ilhoon        | Jerry L., Han Hee-jun | Jerry L.                       | 3:38    |
| 2. | „Ulmyeon an dwae” (kor. 울면 안 돼, ang. The Winter's Tale)           | Hyunsik, Ilhoon, Minhyuk, Peniel              | Hyunsik, Ilhoon       | Son Yeong-jin, Hyunsik, Ilhoon | 4:18    |
| 3. | „Han mogeum” (kor. 한 모금, ang. One Sip)                             | GOOD LIFE, Minhyuk, Ilhoon, Peniel            | GOOD LIFE             | GOOD LIFE                      | 3:51    |
| 4. | „Massyeo!” (kor. 마쎠!, ang. Drink!)                                  | Ilhoon, Minhyuk, Peniel                       | Ilhoon, Hyunsik       | Ilhoon                         | 4:11    |
| 5. | „Christmass raseo” (kor. 크리스마스라서, ang. Because It's Christmas) | Son Yeong-jin, FERDY, Ilhoon, Minhyuk, Peniel | Son Yeong-jin, FERDY  | Seo Jae-woo                    | 3:47    |

## Notowania
| Lista                    | Pozycja |
| ------------------------ | ------- |
| Gaon Weekly Album Chart  | 2       |
| Gaon Monthly Album Chart | 3       |
| Gaon Yearly Album Chart  | 75      |
| Five Music (Tajwan)      | 12      |